# آندرس آدامسون
آندرس آدامسون (انگلیسی: Anders Adamson؛ زادهٔ ۲۶ ژوئیهٔ ۱۹۵۷) دوچرخه‌سوار اهل سوئد است. او در مسابقات جاده فردی و مسابقات زمان در المپیک تابستانی 1980 رقابت کرد. 